# Cheumatopsyche vala
Cheumatopsyche vala är en nattsländeart som beskrevs av Malicky 1992. Cheumatopsyche vala ingår i släktet Cheumatopsyche och familjen ryssjenattsländor. Inga underarter finns listade i Catalogue of Life.